# 蒙特里 (伊利諾伊州)
蒙特里（英語：Monterey）是位於美國伊利諾伊州富爾頓縣的一個非建制地區。該地的面積和人口皆未知。

## 地理
蒙特里的座標為40°31′52″N 89°56′45″W / 40.53111°N 89.94583°W，而該地的平均海拔高度為183米（即600英尺）。